# Prospherysodoria paraguayensis
Prospherysodoria paraguayensis là một loài ruồi trong họ Tachinidae.